# Подлипаев, Алексей Никитич
Алексе́й Ники́тич Подлипаев (1870—1920) — революционер, большевик.

## Биография
Алексей Никитич Подлипаев родился в 1870 году в деревне Сандыревка Нерехтского уезда Костромской губернии. Трудовую деятельность начал в шестнадцатилетнем возрасте, работал на текстильной фабрике Зотова в Костроме, где сошёлся с революционерами, был членом марксистского кружка. В 1905 году вступил в партию большевиков. В 1912 году Подлипаев был арестован царской полицией и выслан из Костромы.
После Февральской революции 1917 года Подлипаев стал членом Костромского Совета рабочих и солдатских депутатов и членом Костромского городского комитета РСДРП(б). После установления Советской власти он возглавил Костромской городской продовольственный отдел. В 1919 году уехал на заготовку хлеба на Южный Урал, участвовал в Уральской обороне. Скончался от тифа в Костроме 3 января 1920 года, похоронен у братской могилы периода Великой Отечественной войны на проспекте Мира в Костроме.
В честь Подлипаева названа улица в Костроме.